# Hans Peter Laubscher (Geologe)
Hans Peter Laubscher (* 11. Januar 1924 in Muttenz; † 2015 in Riehen) war ein Schweizer Geologe und Geophysiker. Er gilt als Pionier der Massenbilanzforschung in den Alpen und war einer der Ersten, der plattentektonische Konzepte in den Alpen anwandte.
Laubscher ging in Basel auf das Humanistische Gymnasium und studierte Naturwissenschaften mit Hauptfach Geologie in Basel mit der Promotion 1947 (Geologie des Gebietes von Siegfriedblatt St. Ursanne (Berner Jura)). In seiner Dissertation behandelte er die gegenseitige Beeinflussung des Rheingrabens und des Faltenjura. Danach arbeitete er 1948 bis 1958 als Erdölgeologe für Socony Vacuum (jetzt Mobil Oil) in Venezuela, bevor er 1958 nach Basel zurückkehrte. In Venezuela arbeitete er vor allem mit geophysikalischen Methoden und studierte die Beziehungen des venezolanischen Molassebeckens, in dem die Erdölmuttergesteine waren, und den tektonischen Einheiten der Küstenkordillere. Er wurde Professor in Basel und war seit 1966 Direktor des Geologisch-Paläontologischen Instituts. 1989 wurde er emeritiert. Seit 1989 arbeitet er als Berater in der Erdölexploration, für seismische Gefährdungen und Probleme der radioaktiven Endlagerung. Außerdem arbeitet er für die Schweizer geologische Landesaufnahme an Kartierungen im Jura und der computergestützten strukturgeologischen Analyse der dabei gewonnenen Daten.
1963/64 war er Gastprofessor (Visiting Associate Professor) für Strukturgeologie und theoretische Geophysik an der University of Illinois.
Er befasste sich neben den Alpen unter anderem mit dem Schweizer Jura und dem Rheingraben und aus seiner Zeit in Südamerika mit der venezolanischen Küstenkordillere, dem Orinoco-Becken und den nördlichen Anden von Venezuela und Kolumbien. Er publizierte über 100 wissenschaftliche Veröffentlichungen.
1993 erhielt er die Gustav-Steinmann-Medaille für innovative Beiträge zur Quantifizierung von Kinematik und Massenbilanz tektonischer Systeme.
Er befasste sich auch mit dem Basler Erdbeben von 1356.
1985 wurde er Mitglied der Accademia dei Lincei. Er ist Mitglied der American Association of Petroleum Geologists und war deren Allan P. Bennison Distinguished Lecturer.

## Schriften
- Bau der Alpen, aus Le Scienze 1974 (Italienische Ausgabe von Scientific American), wieder abgedruckt in Giese (Hrsg.) Kontinente und Ozeane, Spektrum Verlag 1987
- Structural and seismic deformations along normal faults in the eastern Venezuela Basin, Geophysics, Band 21, 1956, S. 368–387
- The eastern Jura: Relations between thin-skinned and basement tectonics, local and regional, Geologische Rundschau, Band 75, 1986, S. 535–553
- Décollement in the Alpine system: an overview, Geologische Rundschau, Band 77, 1988, S. 1–9
- Das Alpen-Dinaridenproblem und die Palinspastik der südlichen Tethys, Geologische Rundschau, Band 60, 1971, S. 813–833
- mit Daniel Bernoulli Cross section from the Rhine Graben to the Po Plain, in Schweizer Geologische Kommission (Herausgeber) Geology of Switzerland, Basel, Wepf, 1980, S. 183–190
- mit Bernoulli History and Deformation of the Alps, in Kenneth Hsü (Herausgeber) Mountain Building Processes, Academic Press 1982, S. 169–180
- Die tektonische Entwicklung der Nordschweiz, Eclogae Geologicae Helvetiae, Band 80, 1987, S. 305–322
- Large-scale kinematics of the western alps and the northern apennines and its palinspastic implications, American Journal of Science, Band 271, 1971, Heft 10
- Alpen und Plattentektonik: das Problem der Bewegungsdiffusion an kompressiven Plattengrenzen, Zeitschrift der Deutschen Geologischen Gesellschaft, Band 124, 1973, S. 295–308